# 露点計
露点計（ろてんけい）は、水分量を測定する、または湿度と温度を測定することにより露点を算出し露点温度を表示する計測器である。JIS Z 8806で湿度計の一つとして定義されている。

## 鏡面冷却露点計
一般的には、鏡面冷却式またはミラー式露点計と言われている。
試料気体を冷却していくと凝結が起こり、露点はこの温度を測定することによって求められる。鏡面冷却湿度計では、凝結が起ると装置内の小型の鏡上で露または霜が形成される。凝結開始は工学的に鏡による光の反射または散乱の起り方の変化を検出することによって検知される。凝結温度の読みは凝結の瞬間に記録される、また方式によっては鏡が凝結温度に維持され連続した読みが得られるものもある。デザインは、管による試料採取を採用しているが、プローブの部分の形には変化がある。プローブがかなりコンパクトであるのに対し、装置の本体は通常比較的に大きくて携帯型ではない。湿度の読みは露点として表示され、出力は通常電気信号の形でも得られる。。
冷却には、冷凍機・ペルチェ効果による電子冷却・ドライアイス・液体窒素等が用いられる。温度の測定には、熱電対・抵抗温度計等が用いられる。露点の原理を直接採用した測定器であるため、標準器として使用されている。主に、スイスMBW社の鏡面冷却露点計が各国の標準として採用されている。　
測定範囲：−100〜＋100 ℃td
測定精度：0.1～0.5 ℃td

## 静電容量式露点計（酸化アルミ）
酸化アルミ式の静電容量式センサは、高分子式と同様の仕組みだが、センサの材質に酸化アルミニウムを使用している。過去より簡易型露点計の標準型として幅広い分野に用いられている。
低水分領域まで計測可能であるが、応答速度が遅いという問題点がある。他の計測機器と同様に結露に弱い為、保管管理する際には対策が必要である。一方で、高分子式に比べ測定対象ガスが多い。用途としては、半導体、グローブボックス、電池製造など常時低露点環境等。
測定範囲：-100～+20 ℃td
測定精度：±2 ℃程度。
GE、SHAW、テクネ計測、COSA Xentaur等が代表的なメーカーとして挙げられる。

## 静電容量式露点計（高分子式）
高分子式の静電容量式センサは、周囲の気体中の水分に反応する誘電体の層をもつコンデンサである。この誘電体の層は、理想的には周囲の水分量と同じ比率で水分を吸収するので、これを利用して水分量を検知している。長所としては、反応速度が速く長期安定性があることが挙げられる。しかしその反面、-50 ℃Td以下の低露点領域での測定は酸化アルミニウム式と異なり感度が低いので実測と先読みを融合した計算値を出力している。そのため、自動校正機能がないと精度を維持できない。
また、結露対策としてセンサに熱をかけ水分や溶剤を飛ばすセンサーパージ機能を備えたタイプも存在する。但し、経年変化を完全になくしたり、水分や溶剤の影響を完全に排除できるわけではないので、注意が必要である。
測定範囲：-60～+100 ℃td
測定精度：±2 ℃td程度
ヴァイサラ、E+E ELEKTRONIK、アズビル、テクネ計測等が代表的なメーカーとして挙げられる。

## 塩化リチウム露点計
露点式湿度計の感部である塩化リチウム露点計は、塩化リチウム水溶液を塗布した膜の表面における水蒸気圧が周囲の気体の水蒸気圧と等しくなる温度を測定するものである。
グラスウールで覆った金属管に、1対の加熱用電熱線を巻き、その上から塩化リチウム水溶液を塗布する。これに交流電圧を印加して温度を上昇させていくと、水分の蒸発にともなってグラスウール内のイオンが減少していき、電流がほとんど流れなくなる（通電をやめると、吸湿性の高い塩化リチウムは再びイオン化し、電流が流れるようになる）。このとき、グラスウール表面の水蒸気圧と周囲の気体の水蒸気圧とが等しくなっていることを利用して露点を求める。温度の測定には電気式温度計を用いるが、気温の測定の場合と異なり、抵抗体には白金のほかにニッケルを使用することもできる。
気象観測用として許容される器差は、湿度5 パーセント (%)（感部のみについて湿度3 %）である。
測定範囲：-40～+60 ℃td
測定精度：2～4 ℃td

## 関係項目
- JCSS
- ISO/IEC 17025